# 2887 Krinov
A 2887 Krinov (ideiglenes jelöléssel 1977 QD5) a Naprendszer kisbolygóövében található aszteroida. Nyikolaj Sztyepanovics Csernih fedezte fel 1977. augusztus 22-én.